# Claude Muller
Pour les articles homonymes, voir Muller.
Claude Muller, né le 8 octobre 1954 à Haguenau, est un historien français, spécialiste de l'Alsace et de ses vins.

## Biographie
Claude Muller est professeur d’histoire à Colmar et à Strasbourg. Docteur en histoire, lettres et théologie, il est un spécialiste reconnu de l’histoire de l’Alsace et particulièrement au XVIIIe siècle. Il a également rédigé plusieurs ouvrages sur l’histoire du vin. Il préside depuis 2008 l'Institut d'histoire d'Alsace à l'université de Strasbourg.
En 2023, il est élu président de la Fédération des sociétés d'histoire et d'archéologie d'Alsace (FSHAA).

## Recherches en cours
- Histoire religieuse
- Vin

## Publications
- Chronique de la viticulture alsacienne au XVIIe siècle, Éditions J.-D. Reber, 1997, 254 p.  (ISBN 2951074522) (OCLC 38752623).
- Les vins d'Alsace, histoire d'un vignoble, Strasbourg, éditions Coprur, 1999, 192 p.  (ISBN 978-2842080082)
- Un vigneron en Alsace au XIXe siècle, Éditions J.-D. Reber, 2000, 157 p.  (ISBN 2-9510745-2-2) (BNF 37709795)
- Chronique de la viticulture alsacienne au XXe siècle (tome 1), Éditions J.-D. Reber, 280 p.  (ISBN 978-2950573179)
- Chronique de la viticulture alsacienne au XXe siècle (tome 2), Éditions J.-D. Reber, 2002, 302 p.  (ISBN 978-2951074569)
- Chronique de la viticulture alsacienne au XIXe siècle
- Chronique de la viticulture alsacienne au XVIIIe siècle
- avec Michel Danner, Chronique de la viticulture alsacienne au XVIe siècle, Éditions J.-D. Reber, 2005  (ISBN 2-915814-04-X) (BNF 40102265)
- Ex Abrupto : cent articles sur le vignoble d'Alsace au tournant du millénaire (1994-2005), Éditions J.-D. Reber, 2006, 288 p.  (ISBN 978-2915814071)
- Le siècle des Rohan : une dynastie de cardinaux en Alsace au XVIIIe siècle, La Nuée bleue, 2006, 446 p.  (ISBN 978-2716506526)
- Le beau jardin de la France : l'Alsace au XVIIIe siècle, Nancy, Place Stanislas, 2008
- La liberté ou la mort : l'Alsace et la Révolution française, Nancy, Place Stanislas, 2009
- Le Sundgau au XVIIIe siècle, Éditions Coprur, 2010, 288 p.  (ISBN 978-2842082062)
- Alsace : une civilisation de la vigne : du VIIIe siècle à nos jours, Éditions Place Stanislas, 2010, 348 p.  (ISBN 978-2-355-78069-1)
- « Vive l’empereur ! ». L’Alsace napoléonienne 1800-1815, I.D. L’Édition, 2012
- avec Christophe Weber, Les Alsaciens : une région dans la tourmente (1870-1950), Éditions Les Arènes, 2012  (ISBN 978-2352042037).
- L'Alsace du Second Empire (1852-1870), L'Harmattan, 2015
- L'Alsace sous la monarchie de Juillet. 1830-1848, I.D. L’Édition, 2018
- avec Fabien Baumann, Alsace - terre du milieu entre coq français et aigle germanique, Éditions du Signe, 2020  (ISBN 978-2-7468-4045-4)